# Владимир Куфал
Владимир Куфал (чеш. Vladimír Coufal; 22. август 1992) чешки је професионални фудбалер који тренутно наступа на позицији десног бека за Вест Хем јунајтед и репрезентацију Чешке.
Каријеру је почео 2010. у Хлучину, а у јануару 2012. отишао је на позајмицу у Опаву. Након истека позајмице, није се враћао у Хлучин, већ је прешао у Слован Либерец, гдје је провео шест година. У јуну 2018. прешао је у Славију Праг, гдје је провео двије године, након чега је, 2020. прешао у Вест Хем.
За репрезентацију Чешке до 21 године дебитовао је 2014, а 2017. дебитовао је за сениорску репрезентацију Чешке, након чега је играо на Европском првенству 2020. године.

## Клупска каријера

### Хлучин
Као јуниор, играо је за Бањик Остраву, а професионалну каријеру почео је у Хлучину. Дебитовао је у септембру 2010. на утакмици против Дукле Праг, у Другој лиги Чешке, неколико дана након што је напунио 18 година. У сезони 2010/11. одиграо је 14 утакмица за клуб.

#### Опава
Сезону 2011/12. провео је на позајмици у Опави, где је одиграо 13 утакмица и постигао један гол.

### Слован Либерец
Након добрих игара у Другој лиги, 2012. је прешао у Слован Либерец.
У првој сезони у клубу, одиграо је десет утакмица у лиги, док је у другој сезони одиграо 21 утакмицу. Постао је стандардан у стартној постави и у наредне три сезоне, одиграо је 57 утакмица у лиги и осам у Купу и освојио је Куп Чешке у сезони 2014/15.
У последњој сезони у клубу, одиграо је 30 утакмица и постигао је два гола, захваљујући чему је добио позив у репрезентацију. Укупно је провео шест година у клубу, а одиграо је преко 150 утакмица у свим такмичењима.

### Славија Праг
На дан 1. јула 2018. потписао је трогодишњи уговор са Славијом Праг. У првој сезони, одиграо је 28 утакмица, постигавши три гола и освојио је титулу првака Чешке са клубом. У сезони 2019/20. одиграо је 32 утакмице, постигавши три гола и поново је освојио титулу првака са клубом, другу годину заредом.
На почетку сезоне 2020/21. одиграо је пет утакмица за Славију, након чега је прешао у Вест Хем јунајтед.

### Вест Хем
На дан 2. октобра 2020. прешао је у Вест Хем јунајтед за пет милиона евра, а потписао је трогодишњи уговор са клубом, гдје се придружио саиграчу из репрезентације и бившем саиграчу из Славије Праг — Томашу Соучеку. За клуб је дебитовао 4. октобра 2020. у побједи од 3:0 против Лестер Ситија.

## Репрезентативна каријера
За репрезентацију Чешке до 21 године одиграо је само двије утакмице током 2014. док није играо за млађе селекције.
За сениорску репрезентацију Чешке дебитовао је 11. новембра 2017. у побједи од 1:0 против Катара у пријатељској утакмици. Први гол за репрезентацију постигао је 4. септембра 2020. у побједи од 3:1 против Словачке у Лиги нација 2020/21.
На дан 27. маја 2021. нашао се у тиму за Европско првенство 2020, које је због пандемије ковида 19 помјерено за 2021. На првенству, био је стандардан, а Чешка је у првом колу групе Д побиједила Шкотску 2:0, са два гола Патрика Шика, док је у другом колу ремизирала 1:1 против Хрватске. У трећем колу изгубила је 1:0 од Енглеске и прошла је даље са трећег мјеста. У осмини финала играо је цијелу утакмицу, а Чешка је побиједила Холандију 2:0. У четвртфиналу, такође је играо цијелу утакмицу а Чешка је изгубила 2:1 од Данске.

## Статистика каријере

### Клубови
Ажурирано након утакмице игране 24. маја 2021.
| Клуб              | Сезона            | Лига              | Лига  | Лига | Куп   | Куп  | Континентално | Континентално | Остало | Остало | Укупно | Укупно |
| Клуб              | Сезона            | Лига              | Утак. | Гол. | Утак. | Гол. | Утак.         | Гол.          | Утак.  | Гол.   | Утак.  | Гол.   |
| ----------------- | ----------------- | ----------------- | ----- | ---- | ----- | ---- | ------------- | ------------- | ------ | ------ | ------ | ------ |
| Хлучин            | 2010/11.          | Друга лига Чешке  | 14    | 0    | 0     | 0    | —             | —             | —      | —      | 14     | 0      |
| Хлучин            | Укупно            | Укупно            | 14    | 0    | 0     | 0    | —             | —             | —      | —      | 14     | 0      |
| Опава (позајмица) | 2011/12.          | Друга лига Чешке  | 13    | 1    | 0     | 0    | —             | —             | —      | —      | 13     | 1      |
| Опава (позајмица) | Укупно            | Укупно            | 13    | 1    | 0     | 0    | —             | —             | —      | —      | 13     | 1      |
| Слован Либерец    | 2012/13.          | Прва лига Чешке   | 10    | 0    | 1     | 0    | —             | —             | —      | —      | 11     | 0      |
| Слован Либерец    | 2013/14.          | Прва лига Чешке   | 21    | 0    | 1     | 0    | 4             | 0             | —      | —      | 26     | 0      |
| Слован Либерец    | 2014/15.          | Прва лига Чешке   | 13    | 0    | 3     | 0    | 3             | 0             | —      | —      | 19     | 0      |
| Слован Либерец    | 2015/16.          | Прва лига Чешке   | 27    | 1    | 4     | 0    | 10            | 0             | 1      | 0      | 42     | 2      |
| Слован Либерец    | 2016/17.          | Прва лига Чешке   | 17    | 0    | 0     | 0    | 10            | 2             | —      | —      | 27     | 2      |
| Слован Либерец    | 2017/18.          | Прва лига Чешке   | 30    | 2    | 3     | 0    | —             | —             | —      | —      | 33     | 2      |
| Слован Либерец    | Укупно            | Укупно            | 118   | 3    | 12    | 0    | 27            | 2             | 1      | 0      | 158    | 6      |
| Славија Праг      | 2018/19.          | Прва лига Чешке   | 28    | 3    | 0     | 0    | 11            | 1             | —      | —      | 39     | 4      |
| Славија Праг      | 2019/20.          | Прва лига Чешке   | 32    | 3    | 1     | 0    | 8             | 0             | 1      | 0      | 42     | 3      |
| Славија Праг      | 2020/21.          | Прва лига Чешке   | 5     | 0    | 0     | 0    | 2             | 0             | —      | —      | 7      | 0      |
| Славија Праг      | Укупно            | Укупно            | 65    | 6    | 1     | 0    | 21            | 1             | 1      | 0      | 88     | 7      |
| Вест Хем јунајтед | 2020/21.          | Премијер лига     | 32    | 0    | 2     | 0    | —             | —             | —      | —      | 34     | 0      |
| Укупно у каријери | Укупно у каријери | Укупно у каријери | 237   | 10   | 14    | 0    | 46            | 4             | 2      | 0      | 300    | 14     |

### Репрезентација
Ажурирано након утакмице игране 3. јула 2021.
| Репрезентација | Година | Наступи | Голови |
| -------------- | ------ | ------- | ------ |
| Чешка          |        |         |        |
| 2017.          | 1      | 0       |        |
| 2018.          | 2      | 0       |        |
| 2019.          | 4      | 0       |        |
| 2020.          | 5      | 1       |        |
| 2021.          | 9      | 0       |        |
| Укупно         | Укупно | 21      | 1      |

### Голови за репрезентацију
Ажурирано након утакмице игране 4. септембра 2020.
| ‡ | Гол из пенала |

| Број | Датум              | Локација                                 | Противник | Гол за | Коначан резултат | Такмичење                     |
| ---- | ------------------ | ---------------------------------------- | --------- | ------ | ---------------- | ----------------------------- |
| 1.   | 4. септембар 2020. | Национални стадион, Братислава, Словачка | Словачка  | 1:0    | 3:1              | Лига нација 2020/21. — Лига Б |

## Успјеси
Слован Либерец
- Куп Чешке (1): 2014/15.

Славија Праг
- Прва лига Чешке (3): 2018/19, 2019/20, 2020/21.
- Куп Чешке (1): 2018/19.

Вест Хем јунајтед
- УЕФА Лига конференције (1): 2022/23.